# Municipio de Liberty (condado de Grundy)
El municipio de Liberty (en inglés: Liberty Township) es un municipio ubicado en el condado de Grundy en el estado estadounidense de Misuri. En el año 2010 tenía una población de 436 habitantes y una densidad poblacional de 4,78 personas por km².

## Geografía
El municipio de Liberty se encuentra ubicado en las coordenadas 40°9′25″N 93°25′59″O / 40.15694, -93.43306. Según la Oficina del Censo de los Estados Unidos, el municipio tiene una superficie total de 91.12 km², de la cual 90,71 km² corresponden a tierra firme y (0,45 %) 0,41 km² es agua.

## Demografía
Según el censo de 2010, había 436 personas residiendo en el municipio de Liberty. La densidad de población era de 4,78 hab./km². De los 436 habitantes, el municipio de Liberty estaba compuesto por el 96,79 % blancos, el 1,15 % eran afroamericanos, el 0,23 % eran amerindios, el 0,23 % eran asiáticos, el 0,23 % eran isleños del Pacífico y el 1,38 % eran de una mezcla de razas. Del total de la población el 0 % eran hispanos o latinos de cualquier raza.